# Пожалуйста, убей меня
«Пожалуйста, убей меня» (англ. Please Murder Me) — американский фильм нуар режиссёра Питера Годфри, вышедший на экраны в 1956 году.
Фильм рассказывает историю адвоката Крейга Карлсона (Рэймонд Бёрр), который влюбляется в жену своего лучшего друга Майру Лидс (Анджела Лэнсбери). Когда друга убивают, а главной подозреваемой становится Майра, с помощью неординарного хода в суде Крейг добивается её оправдания. Однако когда он получает доказательства того, что убийство совершила Майра (которую нельзя судить по одному и тому же обвинению дважды), Крейг придумывает ещё один неординарный ход, как осудить Майру за убийство.

## Сюжет
Адвокат Крейг Карлсон (Рэймонд Бёрр) покупает пистолет в магазине оружия и отправляется в свой офис. Он кладёт пистолет в ящик стола вместе с папкой с документами. После этого включает магнитофон и начинает диктовать свой рассказ, адресованный окружному прокурору Рэю Уиллису (Джон Денер), открывая его словами, что ровно через один час он будет убит…
Далее Крейг рассказывает о своём боевом товарище и ближайшем друге Джо Лидсе (Дик Форан), бывшем сержанте морской пехоты, вместе с которым воевал во время Второй мировой войны, и который однажды спас ему жизнь. Шесть месяцев назад в своём офисе Крейг рассказал Джо, что его жена Майра (Анджела Лэнсбери) страдает от тоски и одиночества, так как Джо всё время занят на работе и совсем не обращает на неё внимания. Он говорит также, что Майра полюбила другого человека и хочет развестись с Джо. Джо спрашивает Крейга, не наняла ли Майра его в качестве адвоката по разводам, и приходит в ужас от ответа Крейга, что он не адвокат, а любовник Майры. Джо просит Крейга дать ему пару дней, чтобы обдумать эту ситуацию. Удивлённый столь сдержанной реакцией Джо, Крейг рассказывает об этом Майре, но она просит его подождать несколько дней, пока Джо сам не начнёт разговор.
Вскоре в собственном офисе Джо пишет и запечатывает письмо, которое просит отправить по почте своего менеджера Лу Казаряна (Роберт Гриффин). Затем Джо звонит Майре и говорит, что скоро приедет для серьёзного разговора с ней. Джо приезжает домой и входит в спальню, где на кровати лежит Майра. Дверь закрывается, после чего слышен пистолетный выстрел…
В квартире Джо полиция осматривает место убийства. Майра объясняет, что во время разговора Джо впал в ярость и набросился на неё, она была вынуждена защищаться, и застрелила его в порядке самообороны. По просьбе Майры на место преступления приехал и Крейг. Он не может понять, что вынудило Джо так себя вести, но после того, как полиция решает арестовать Майру, даёт ей обещание добиться снятия с неё обвинения в убийстве.
На суде полиция представляет доказательства того, что вопреки утверждениям Майры, Джо на неё не нападал, более того, даже к ней не приближался во время разговора в спальне. Окружной прокурор Уиллис также подчеркивает, что Майра не имела ни работы, ни других источников существования на тот момент, когда она познакомилась с Джо, который к тому времени уже был успешным бизнесменом. В защиту Майры Крейг говорит, что противоречивость её показаний связана с тем, что она в тот момент находилась в состоянии шока и не могла адекватно оценивать происходящее. И наконец, в кульминационный момент слушаний в свой речи Крейг заявляет, что материальной заинтересованности в убийстве мужа у Майры не было, так как на момент убийства у неё был роман с другим человеком. Когда Джо узнал об этом, то это могло его спровоцировать на импульсивные действия против Майры. Свою речь Крейг заканчивает признанием, что любовником Майры был он сам. Такие слова Крейга убеждают присяжных в его искренности, и они признают Майру невиновной в убийстве.

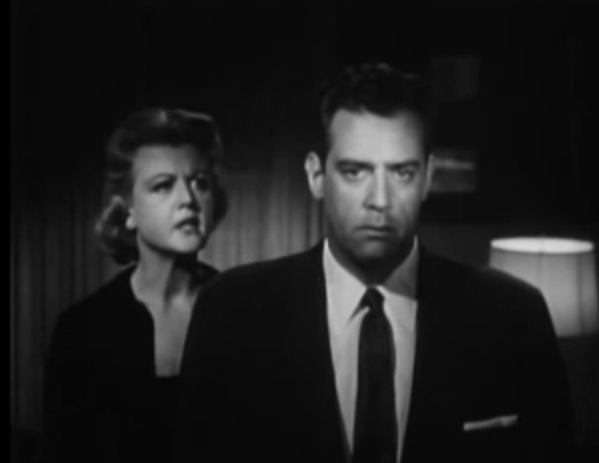
Анджела Лэнсбери и Рэймонд Бёрр

По поводу выигранного дела Майра и Крейг организовывают шикарную вечеринку, пригласив на неё всех своих друзей. Крейг предлагает Майре на следующей неделе устроить свадьбу, а затем отправиться в свадебное путешествие на Капри, но Майра не спешит с ответом. На вечеринку приезжает и Лу Казарян, который передаёт Крейгу письмо от Джо, говоря, что забыл отправить его по почте. В этом письме Джо сообщает Крейгу, что женился на Майре, думая, что она его любит. Однако несколько месяцев спустя она заявила ему, что он ей безразличен. На вопрос Джо, не хочет ли она развестись, Майра заявила, что согласна при условии, что получит половину успешного бизнеса мужа, но Джо был категорически против этого. Далее он пишет, что выяснил, что Майра была влюблена совсем не в Крейга, а в одного художника, и предостерегает Крейга от коварства Майры. В конце письма Джо заявляет о своём намерении убедить Майру остаться с ним, и надеется, что Крейг не пострадает от её действий. Крейг понимает, что расчётливая Майра не любит его, а использовала его для того, чтобы получить оправдание в суде, после чего унаследовать всё имущество мужа.
Крейг вспоминает, что Майра как-то упоминала, что в тюрьме её навещал старый друг, художник Карл Холт (Ламонт Джонсон). Крейг приходит в мастерскую к Карлу, который оказывается весьма дружелюбным, но бедным художником. Карл признаёт, что у него с Майрой во время учёбы в колледже был продолжительный роман, который прекратился, когда она вышла замуж за Джо. Далее Карл говорит, что Майра всегда была ослеплена деньгами и совершила ошибку, выйдя замуж за Джо. Карл признаётся, что встречался с Джо и просил его развестись с Майрой, и считает, что именно это стало причиной нападения Джо на Майру. Карл также выражает своё восхищение действиями Крейга в зале суда, считая, что ловко выдав себя за любовника Майры, тот использовал великолепный, но нечестный приём, чтобы склонить присяжных на свою сторону.
Через некоторое время Крейг рассказывает Майре о разговоре с Карлом, и она подтверждает, что хочет жить с ним. Затем он показывает Майре письмо Джо, утверждая, что её отказ от развода с Джо без получения половины его бизнеса является подтверждением того, что она убила его ради наследства. Майра отвечает, что за убийство Джо её уже не могут осудить, так как по законам штата, человека нельзя повторно судить по делу, по которому он был оправдан судом присяжных. Тогда Крейг ей отвечает, что он заставит её убить себя, и это будет местью за смерть Джо и заставит её ответить перед законом.
Чтобы убедить Карла в истинной сущности Майры, Крейг возвращается в квартиру художника. Он видит, что Карл и Майра собираются на следующий день отправить в Европу. Тогда Крейг спрашивает Карла, не мог бы тот отложить поездку, чтобы написать его портрет за приличный гонорар. Несмотря на возражения Майры, Карл соглашается, так как получение такого крупного заказа очень важно для его профессиональной репутации. Тем же вечером Майра предлагает Крейгу ещё большие деньги, если он отменит заказ, но Крейг отказывается. Он также заявляет, что он убедит Карла в виновности Майры, и после чего тот наверняка не захочет связывать свою судьбу с убийцей.
Две недели спустя, после завершения работы над портретом, Крейг приглашает Карла и Майру в ресторан. Боясь, что Крейг расскажет Карлу всю правду, Майра пытается отговорить его от встречи с Крейгом, но Карл настаивает на ней. На встрече Крейг благодарит Карла за его работу и передаёт чек на сумму вдвое выше договоренной. Одновременно Крейг намекает Майре, что может рассказать Карлу о преступных действиях Майры и представить ему необходимые доказательства. Кроме того, на следующий день Крейг организует у себя дома неформальную встречу с прокурором Уиллисом по поводу дела Майры, а затем приглашает и её с таким расчётом, чтобы Майра застала их за разговором. После ухода Уиллиса, Крейг показывает ей папку с документами, говоря, что передаст его Карлу. Разъярённая Майра выбегает из его дома, но затем на протяжении нескольких дней пытается дозвониться до Крейга по телефону, чтобы урегулировать дело. Однако он не берёт трубку, что ещё более усиливает её опасения…
Крейг заканчивает диктовать свой рассказ на магнитофон словами, что он договорился о встрече с Майрой в его офисе, и с минуты на минуту она должна прийти. Раздаётся стук в дверь. Рассчитывая записать убийство на плёнку, Крейг оставляет магнитофон включённым, прячет микрофон и идёт открыть дверь. Входит Майра. Она умоляет Крейга не лишать её шанса на счастливую жизнь с Карлом и просит его отдать ей папку. Вместо этого Крейг достаёт пистолет, кладёт его на стол и говорит, что единственный способ заставить его замолчать, это убить. Затем Крейг берёт трубку и начинает набирать телефонный номер Карла. Не выдержав напряжения, доведённая до отчаяния Майра хватает со стола пистолет и стреляет в Крейга. Он падает на пол. С помощью платка Майра кладёт телефонную трубку на место и стирает отпечатки своих пальцев с оружия, которое вкладывает в руку Крейга. Она берёт папку с документами, но оказывается, что в ней ничего нет, кроме пачки чистых листов бумаги. В этот момент появляется заранее вызванный Крейгом прокурор Уиллис. Майра говорит ему, что Крейг только что застрелился. Убедившись в том, что Крейг действительно мёртв, Уиллис находит микрофон и работающий магнитофон. Он останавливает его и перематывает плёнку. Когда он включает запись, Майра понимает, что для неё всё кончено.

## В ролях
- Анджела Лэнсбери — Майра Лидс
- Рэймонд Бёрр — адвокат Крейг Карлсон
- Дик Форан — Джо Лидс
- Джон Денер — окружной прокурор Рэй Уиллис
- Ламонт Джонсон — Карл Холт
- Роберт Гриффин — Лу Казарян
- Денвер Пайл — лейтенант Брэдли
- Мэдж Блейк — Дженни

## Режиссёр фильма и исполнители главных ролей
Среди наиболее заметных работ Питера Годфри такие нуары, как «Две миссис Кэрролл» (1947) и «Ложная тревога» (1947), мистическая романтическая мелодрама «Женщина в белом» (1948), а также целый ряд комедий.
В главных ролях в фильме сыграли Анджела Лэнсбери и Рэймонд Бёрр. Лэнсбери достигла широкой известности благодаря криминальному телесериалу «Она написала убийство» (1984—1996). Фильм нуар «Газовый свет» (1944), драма «Портрет Дориана Грея» (1945) и политический триллер «Манчжурский кандидат» (1962) принесли ей три номинации на Оскар как лучшей актрисе второго плана. Бёрр более всего известен главными ролями в успешных телесериалах: судебной драме «Перри Мейсон» (1957—1966) и детективу «Айронсайд» (1967—1975), а также небольшими, но значимыми ролями в таких фильмах нуар, как «Грязная сделка» (1948), «Западня» (1948), «Брошенная» (1949), «Женщина его мечты» (1951), «Синяя гардения» (1953) и «Окно во двор» (1954).

## Оценка критики
Кинокритик Деннис Шварц в 2007 году написал о фильме: «Питер Годфри („Женщина в белом“/ „Две миссис Кэрролл“) ставит эту судебную драму, которая более чем адекватна по меркам небогатой студии… Самый главный, по сути невероятный поворот в фильме выдаёт его заглавие. Удовлетворение от фильма достигается, прежде всего, благодаря крепкой игре Рэймонда Бёрра и Анджелы Лэнсбери».